# 清水一学

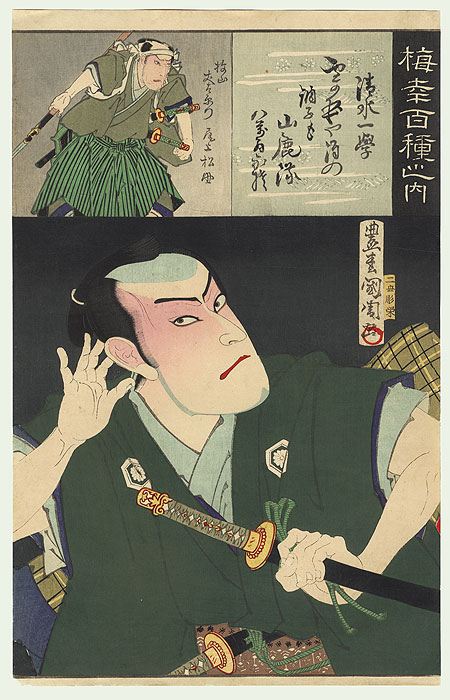
五代目尾上菊五郎扮する清水一学（豊原国周画）

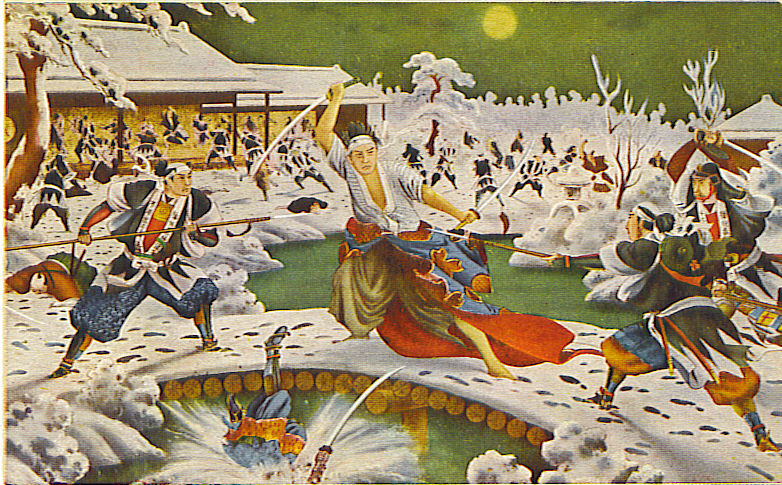
二刀流で奮戦する一学の典型的イメージ

清水 一学（しみず いちがく）もしくは清水一角は、元禄時代の武士。忠臣蔵（史実では赤穂事件）における赤穂浪士討ち入りの際に討ち死にしている。諱は義久としているものが多い。江戸時代の歌舞伎では同時代の実在の人物の名称を使うことが禁じられていたため「清水大学」と表現される事もある。

## 人物
清水一学の役職は諸文献により異なる。
|            | 『上杉家文書』より 「米沢塩井家覚書」 | 『江赤見聞記』 | 『吉良本所屋敷検使一件』 | 『吉良家分限帳』       |
| ---------- | ------------------------------------- | -------------- | ------------------------ | ---------------------- |
| 役職       | 近習                                  | 上野介用人     | 中小姓                   | 隠居付近習七両三人扶持 |
| 死んだ場所 | 台所口                                | 台所口         | 台所                     | －                     |
| 享年       | －                                    | 40             | －                       | －                     |

上杉家の資料である『大熊弥一右衛門見聞書』（『大河原文書』に収録）によると、吉良とともに小屋の中にいた３人の一人である（他の二人は須藤与一右衛門、鳥居利右衛門）。３人のうち一人を堀部安兵衛と矢田五郎右衛門が討ち止め、もう一人を間十次郎が槍で突いた。最後の一人については諸記録に記載がない。
二刀流の達人だったが、史料には「少々戦い討死」（『大熊弥一右衛門見聞書』）とあるのみである。
清水の二刀流は伝説化され、「両刀を揮っての奮戦はかつての新国劇の殺陣の見せ場だった」とされる。

## 親族・後嗣
一学の兄の藤兵衛は旧姓の児玉姓に復し、その子孫が今日まで続いている。

## 演じた俳優
- 元禄快挙 大忠臣蔵 天変の巻・地動の巻（1930年 日活） - 高木永二
- 大忠臣蔵（1957年 松竹） - 大木実
- 赤穂浪士（1961年 東映） - 近衛十四郎
- 赤穂浪士（1964年 NHK 大河ドラマ） - 内藤武敏
- 元禄太平記（1975年 NHK 大河ドラマ） - 三善英史
- 峠の群像（1982年 NHK 大河ドラマ） - 錦織一清
- 元禄繚乱（1999年 NHK 大河ドラマ） - 大森貴人
- 大忠臣蔵（1971年 NETテレビ） - 天知茂
- 忠臣蔵（1985年 日本テレビ） - 堀内正美
- 大忠臣蔵（1989年 テレビ東京） - 河原崎建三
- 大忠臣蔵（1994年 TBSテレビ） - 西岡德馬
- 忠臣蔵（1996年 フジテレビ） - 隆大介
- 忠臣蔵（2004年 テレビ朝日） - 松重豊
- 身代わり忠臣蔵（2024年 東映） - 寛一郎

## 関連書籍
- 清水義範『上野介の忠臣蔵』（文春文庫、2002年）ISBN 4167551071[9]